# Architettura preistorica
I primi esempi di architettura in Europa in epoca preistorica sono fatti risalire all'età del Bronzo. I più significativi si trovano nelle isole britanniche, Bretagna, Alpi Centro-orientali, Campania, Corsica, Malta, Pantelleria, Lunigiana, Puglia, Sicilia e altre regioni. Si trattava in massima parte di architettura megalitica, cioè basato sull'uso di grandi blocchi di pietra e la realizzazione di imponenti opere.

## Architetture preistoriche
Le tipologie individuate comprendono i dolmen, i menhir, i cromlech, i nuraghi.

### Dolmen

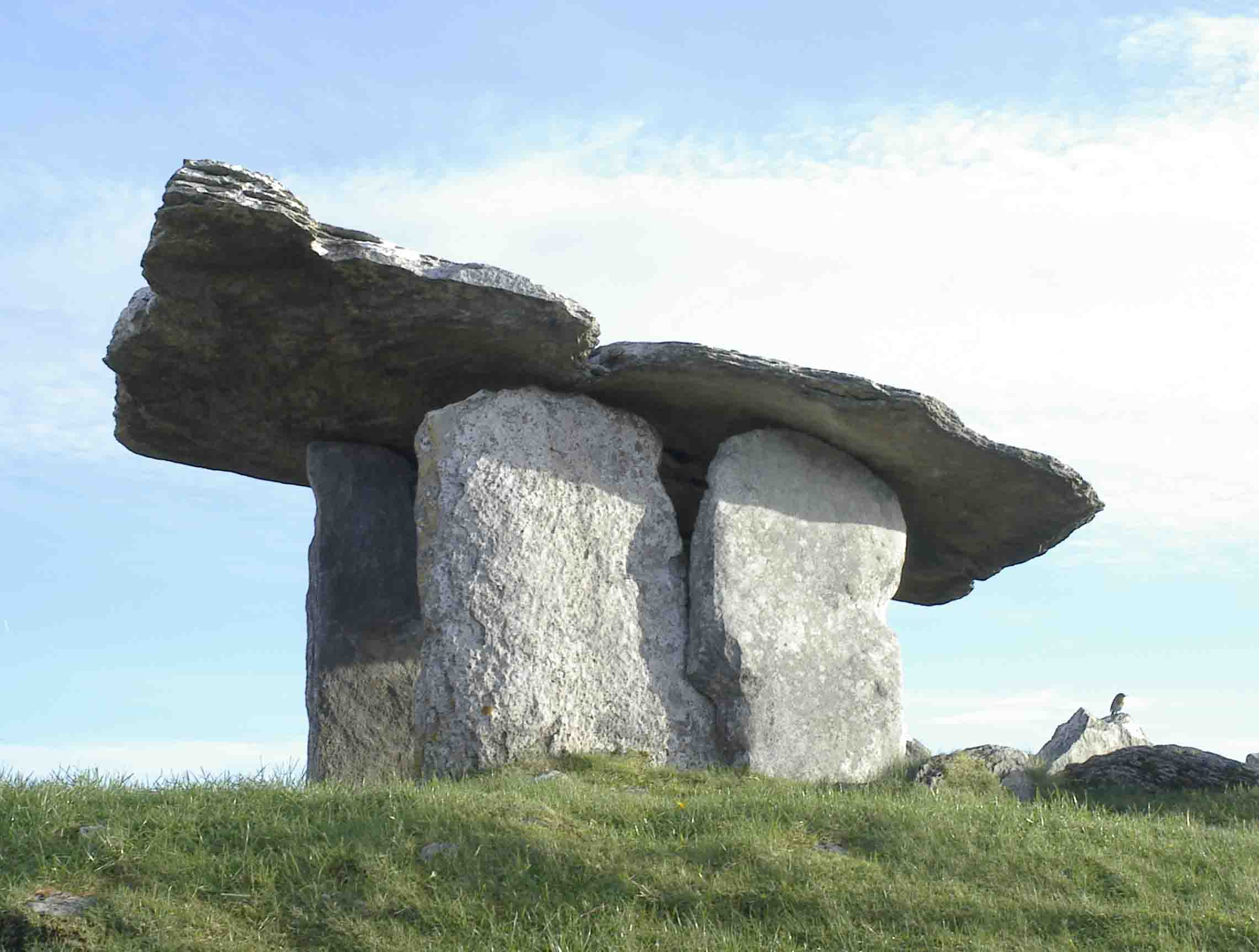
Esempio di dolmen

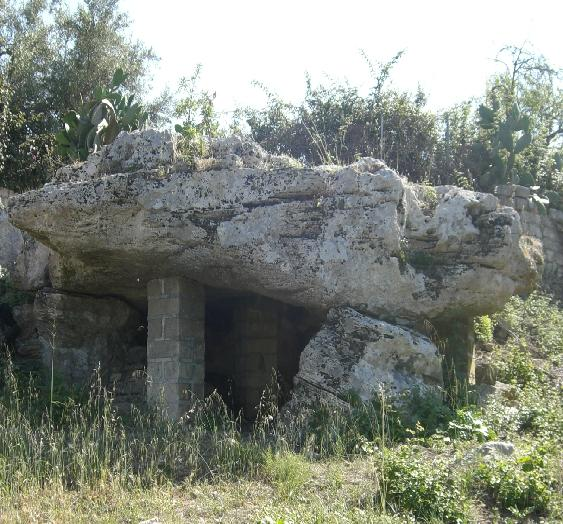
Il dolmen di Avola (SR)

I dolmen (che in lingua bretone significa tavole di pietra) erano costruzioni formate da due pietre verticali sormontate da una o più grosse lastre disposte orizzontalmente (sistema trilitico); in origine erano coperti da tumuli di terra o pietrisco e usati come sepolcri collettivi per gli elementi. Poteva svolgere la funzione di sepolcro collettivo o di luoghi di culto.

### Menhir

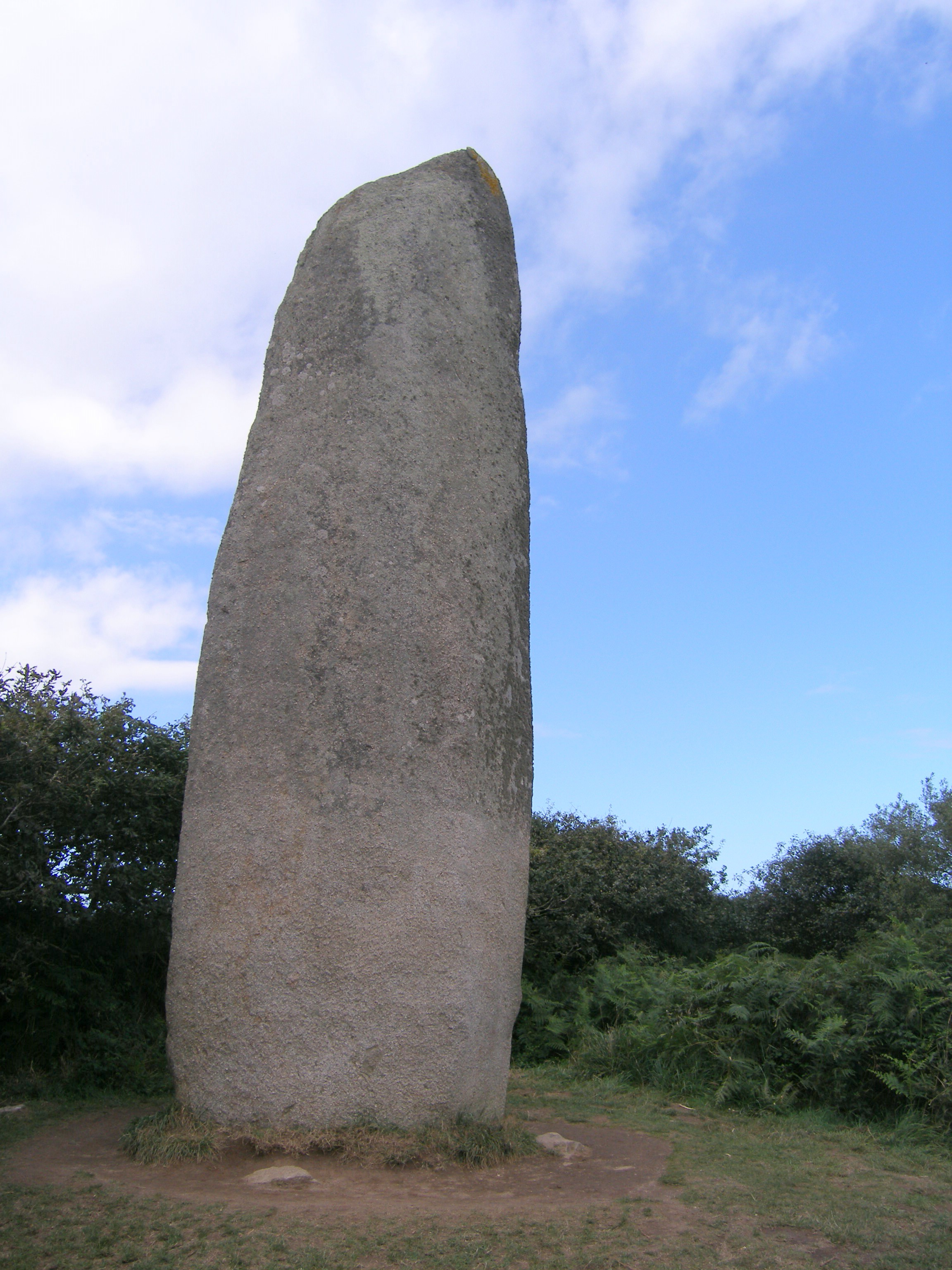
Esempio di menhir

I menhir (che in lingua bretone significa pietra lunga) costituiti da un unico blocco di pietra posto verticalmente sul suolo. Spesso i menhir erano organizzati in lunghissimi allineamenti composti di migliaia di queste pietre; avevano funzione di segnacolo tombale.

### Cromlech

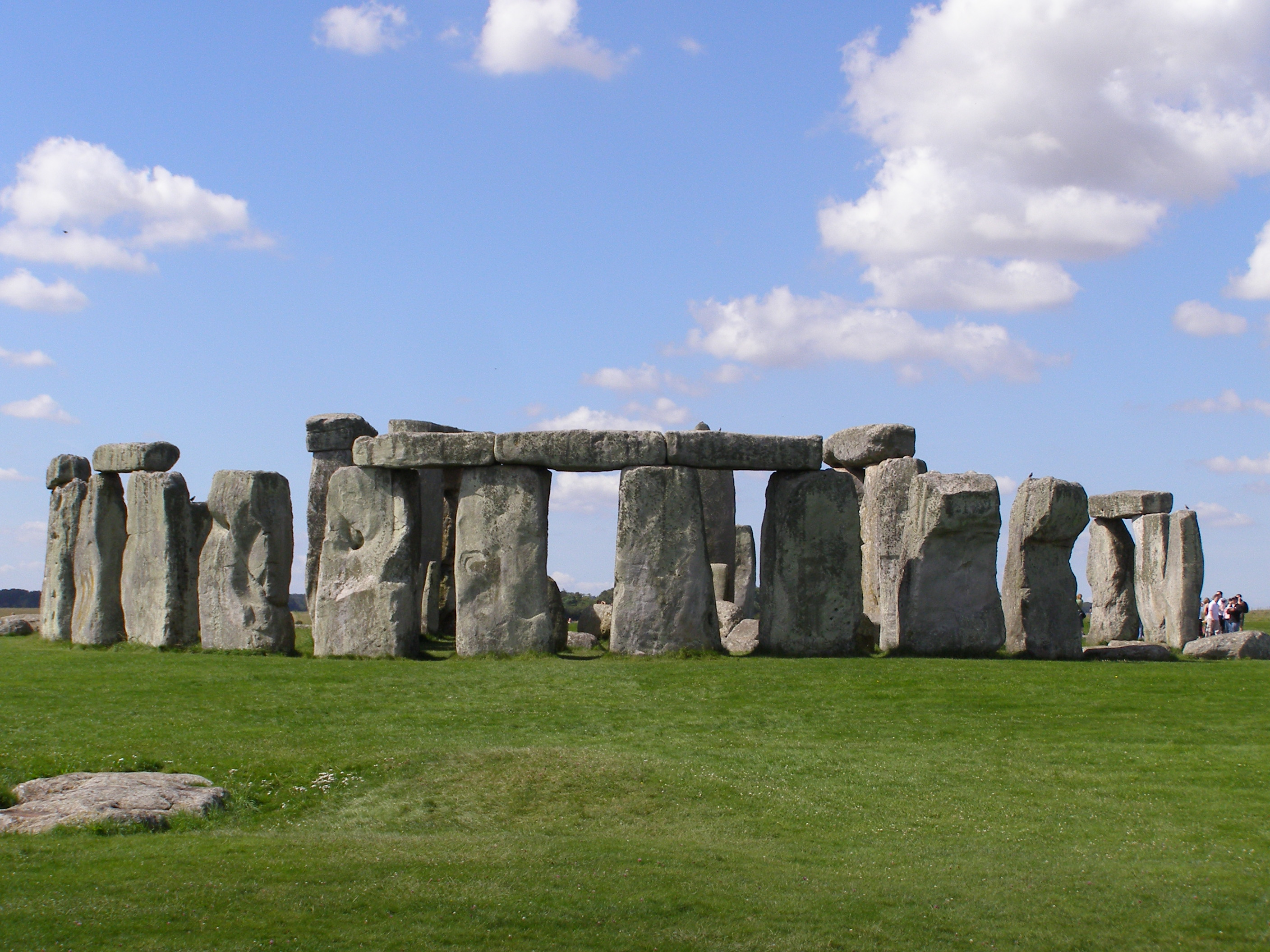
Vista di Stonehenge

I cromlech (che in lingua bretone significa circoli di pietra) erano costruzioni circolari formate da pietre poste verticalmente sul terreno coperte da grandi lastre di pietra. Queste costruzioni sarebbero stati adibiti al culto del Sole. Il maggiore cromlech al mondo è il complesso di Stonehenge, vicino a Salisbury.

### Nuraghi
I nuraghi sono un particolare tipo di costruzione megalitica in Sardegna, che ha riscontri in costruzioni simili anche in altre isole mediterranee. Erano case-fortezza ed emblema della struttura sociale delle popolazioni di pastori sarde. Si contano 7000 di queste costruzioni e le datazioni vanno dal XV all'VIII secolo a.C.

## Esempi di manufatti preistorici in Europa

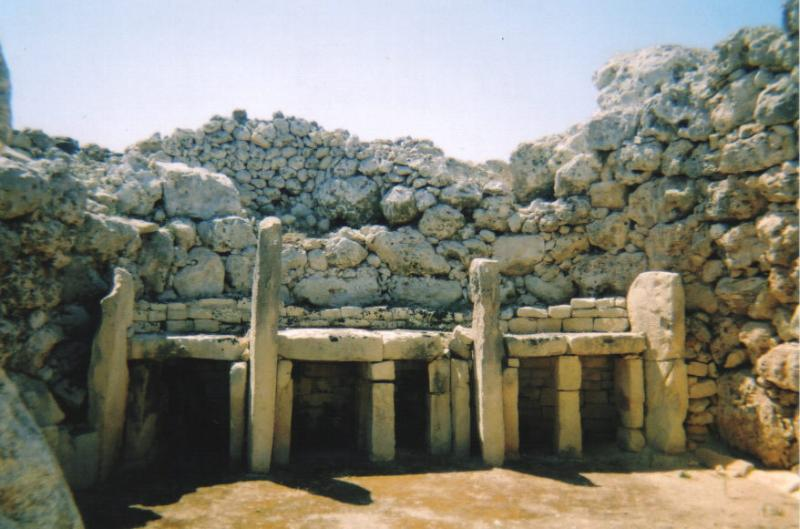
Tempio megalitico a Ġgantija, Malta.
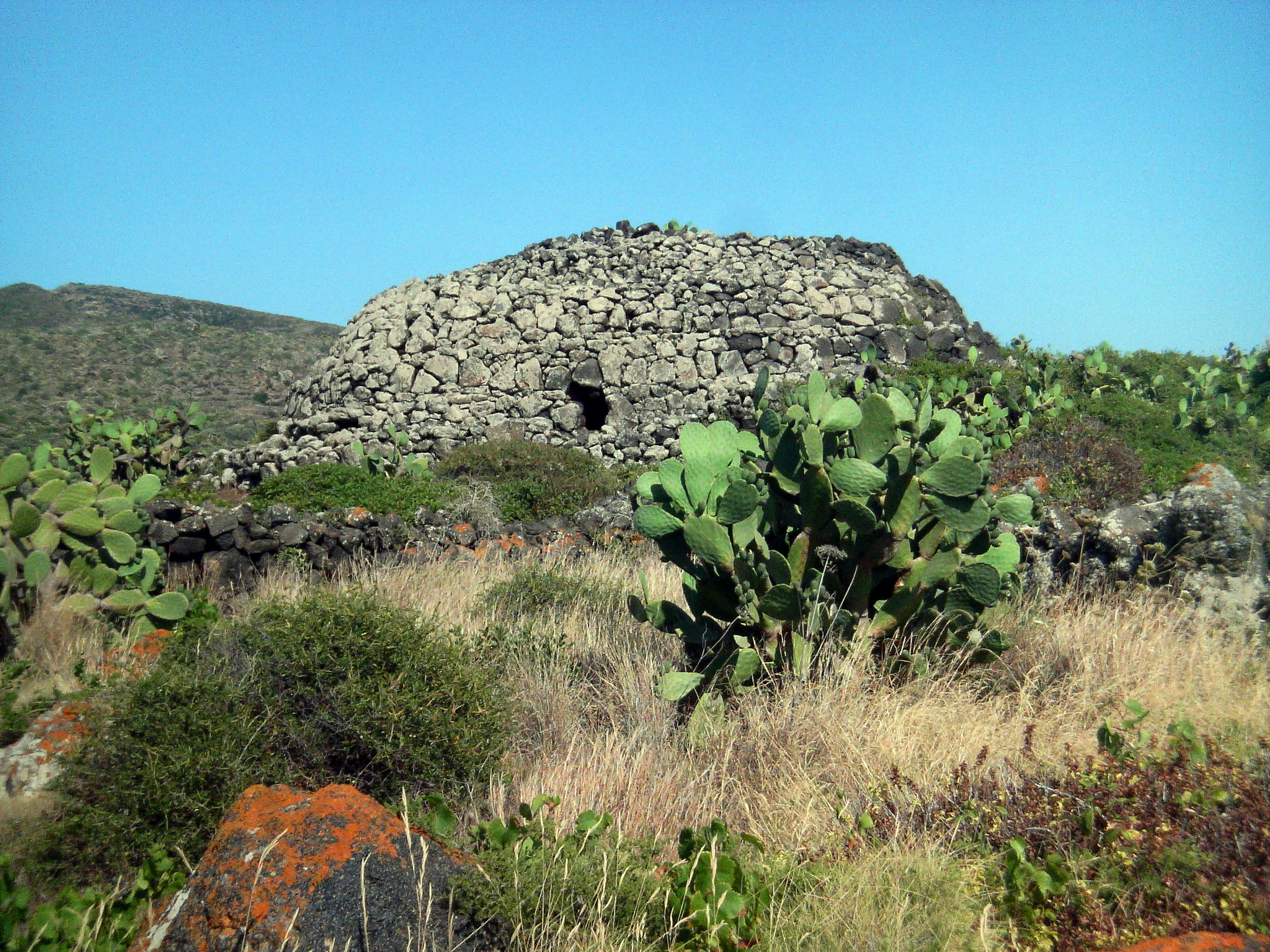
Sese "grande" o "del Re", probabile sepoltura megalitica a Pantelleria.
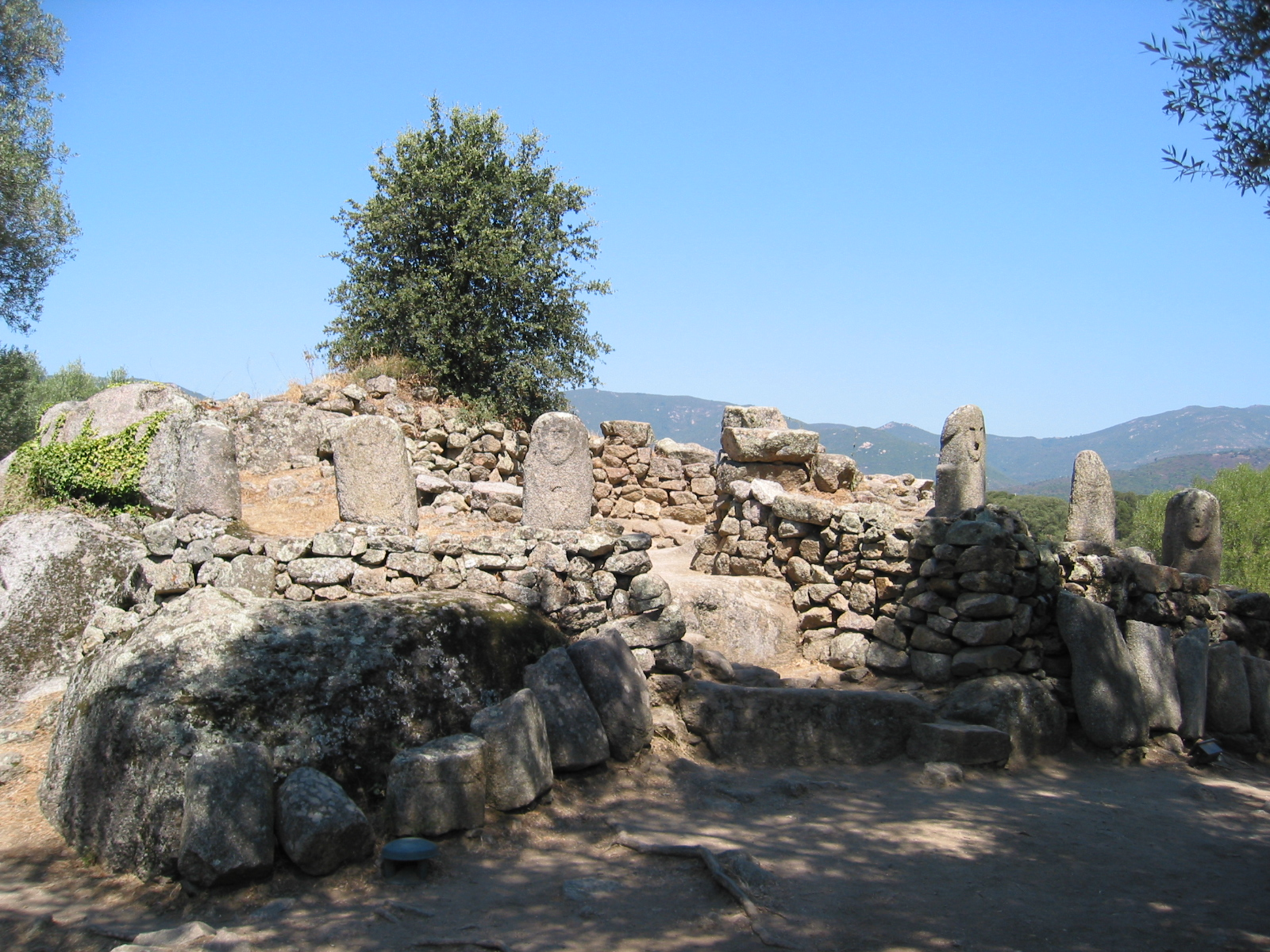
Insediamento megalitico e menhir/statua/stele a Filitosa, Corsica.
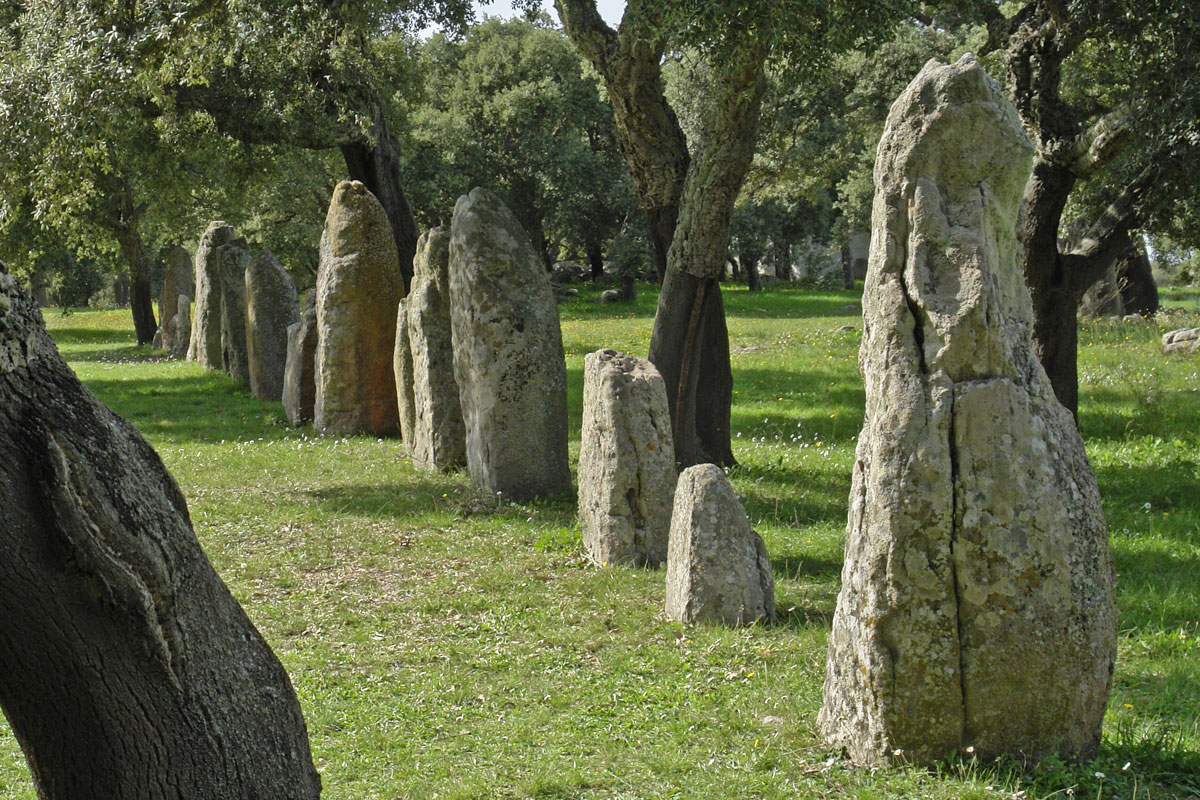
Allineamento di manhir presso Goni, Sardegna.
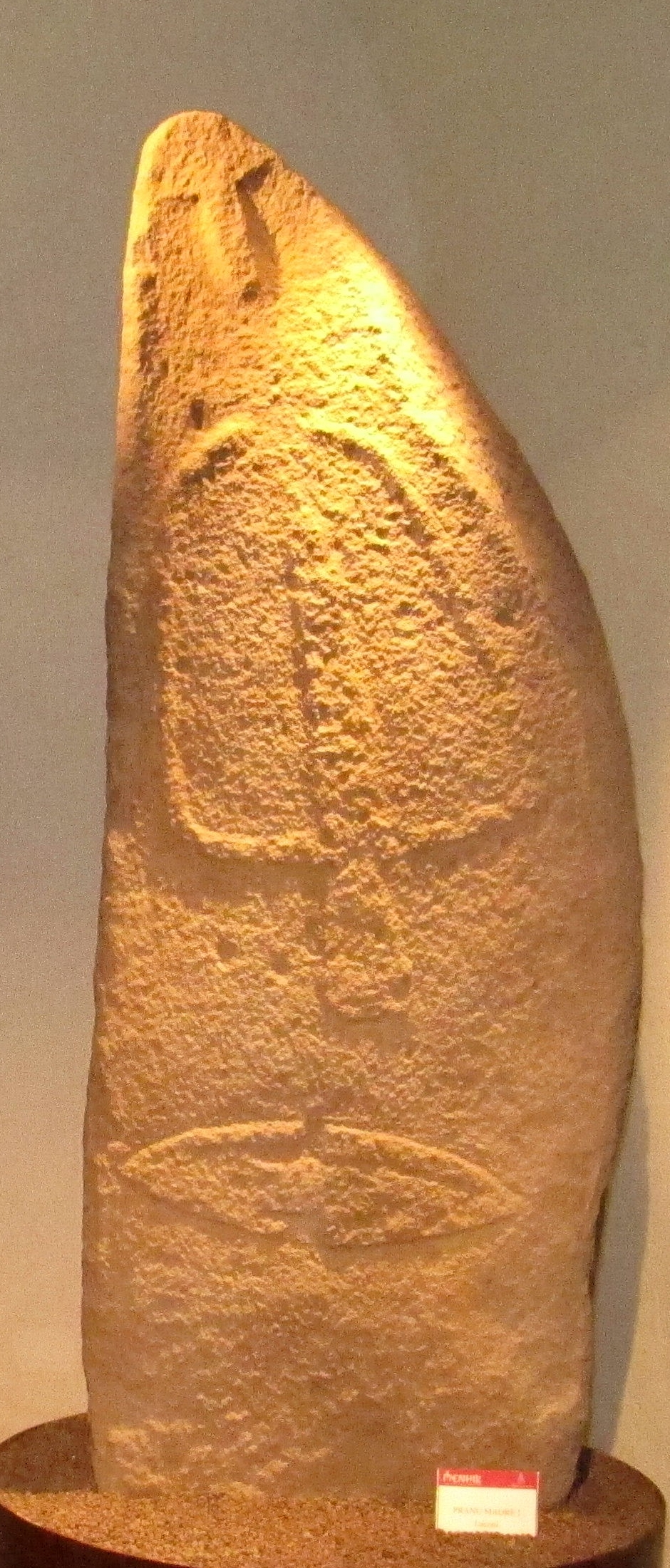
Laconi, Sardegna, menhir/statua/stele.
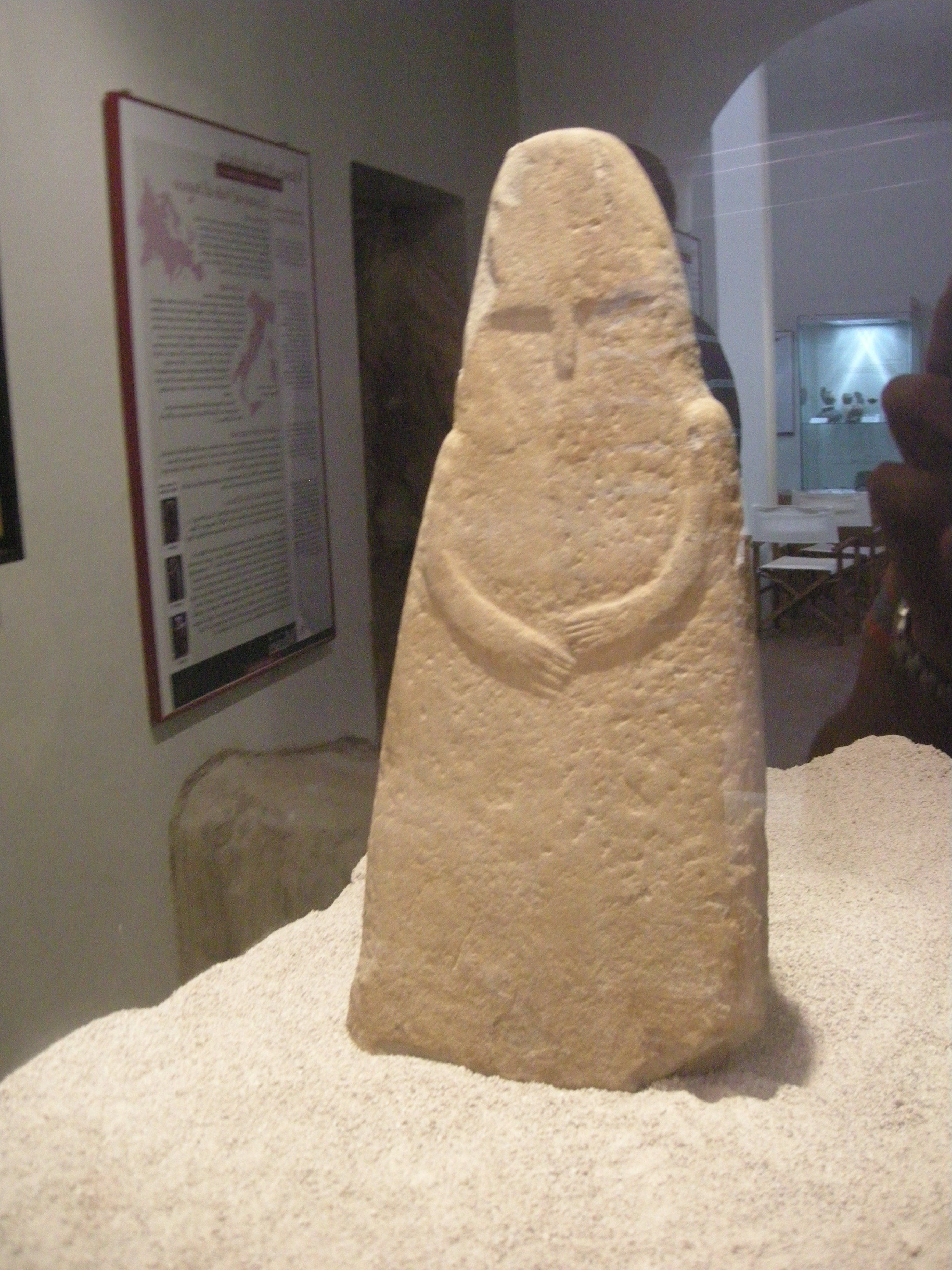
Lunigiana, menhir/statua/stele del III millennio a.C. (Museo archeologico di Massa Marittima).